# Jacques Blanchard
Jacques Blanchard, född 1600 och död 1638, var en fransk konstnär.
Blanchard utbildades i Italien, där han avslöt sig till den bolognesisk-romerska barocken men i färgen sökte följa venetianarna, varför han, särskilt under de senare åren, verksam i Frankrike, kallades "den franske Tizian". Blanchard har främst utfört religiösa motiv.